# Sessions 2000
Sessions 2000 es un álbum de Jean Michel Jarre lanzado por Disques Dreyfus y distribuido por Sony Music en 2002. Fue publicado en Estados Unidos a principios de 2003. Es su undécimo álbum de estudio.
El álbum fue creado con la intención de quedar exento de su contrato con Sony Music, por lo tanto, su comercialización no fue muy apreciada. El estilo de los temas es de música de ambiente y jazz.

## Títulos
El álbum consta de seis largas pistas instrumentales (como Oxygène), aunque esta vez ya no con un estilo más electrónico, pero posee breves descansos entre las pistas. Los temas del álbum fueron nombrados según el día en que se grabaron, probablemente a lo largo del año 2000, dando el título del álbum.

## Contenido
Algunos sintetizadores, en especial el Korg Triton y el Roland XP-80, se utilizan en gran medida. Algunos de los sonidos de este álbum fueron utilizados anteriormente en Interior Music álbum de Jarre para B&O en 2001.

## Lista de canciones
| Sessions 2000 |                |       |          |  |
| N.º           | Título         | Autor | Duración |  |
| 1.            | «January 24»   | Jarre | 5:58     |  |
| 2.            | «March 23»     | Jarre | 8:00     |  |
| 3.            | «May 1»        | Jarre | 4:49     |  |
| 4.            | «June 21»      | Jarre | 6:13     |  |
| 5.            | «September 14» | Jarre | 9:30     |  |
| 6.            | «December 17»  | Jarre | 8:12     |  |
| 42:42         |                |       |          |  |